# Copenhagen FC
Copenhagen FC er en floorballklub fra Valby, hvis førstehold på herresiden spiller i Unihoc Floorball Ligaen.
Holdet blev stiftet i 2006, med navnet Valby Floorball Club. I de første år var det primært børn og unge der spillede i klubben, men i sæson 2008/09 blev et herrehold startet, der startede i 3. division. I holdets første sæson lykkedes det holdet at oprykke til 2. division i sæson 09/10. Også her lykkedes det dem at rykke op, og holdet spillede derfor i 1. division i sæson 2010/11, hvor de endnu engang rykkede op. Holdet spiller i denne sæson i Unihoc Floorball Ligaen.

## Ekstern Henvisning/Kilde
- Copenhagen FCs hjemmeside

| Sport | Spire Denne artikel om sport er en spire som bør udbygges. Du er velkommen til at hjælpe Wikipedia ved at udvide den. |